# Plum Village
Plum Village (en español: Aldea de los ciruelos, en vietnamita: Làng Mai y en francés: Village des Pruniers) es un centro de meditación budista. Está ubicado en el departamento de Dordoña, en el suroeste de Francia.
Fue fundado en 1982 por el monje zen vietnamita Thích Nhất Hạnh y por la monja Chân Không.

## Historia
Después de que le negaran el derecho a regresar a Vietnam debido a la Guerra de Vietnam, Thích Nhất Hạnh formó una pequeña comunidad de conciencia plena en la localidad de Fontvannes, al sureste de París llamada "La Batata" por la comida que comen los vietnamitas pobres. Después de la expulsión de Thích Nhất Hạnh de Singapur tras los intentos ilegales de rescatar a los refugiados vietnamitas en barco, se instaló en Francia y comenzó a dirigir retiros de conciencia plena.
En 1981, la comunidad de "La Batata" celebró su primer retiro de verano, que atrajo a más personas de las que podía acomodar. Thích Nhất Hạnh viajó entonces al sur con Chân Không para encontrar un sitio más grande. Encontraron un terreno en Thénac, Dordoña, que parecía ideal. El terrateniente, el Sr. Dézon, no quería vender, así que siguieron buscando. Unos días después, el 28 de septiembre de 1982, Thích Nhất Hạnh compró una extensión de tierra a unos 6 kilómetros de distancia, que ahora se conoce como la aldea baja (en vietnamita: Xóm Hạ). Más tarde ese año, una tormenta de granizo destruyó los viñedos de la propiedad del Sr. Dézon y se vio obligado a poner su tierra a la venta. Nhất Hạnh compró el terreno y lo llamó Upper Hamlet (en vietnamita: Xóm Thượng). Inicialmente, estas dos aldeas se llamaron Persimmon Village ("aldea de los caquis", en vietnamita: Làng Hồng), pero pronto se hizo evidente que las ciruelas se desarrollaban mucho mejor en el suelo rocoso, por lo que se convirtió en Plum Village (en vietnamita: Làng Mai).

## Práctica
Además de practicar el zen, The Plum Village practica el budismo comprometido, una aplicación de la enseñanza budista al mundo actual para ayudar a resolver problemas sociales.
El siguiente es el cronograma para un día normal en Plum Village:
- 5:00: Levantarse.
- 6:00: Meditación sentada y caminando.
- 7:30: Desayuno
- 9:00: Charla del Dharma o meditación del trabajo.
- 11:30: Meditación caminando.
- 12:30: Almuerzo.
- 13:30: Descanso.
- 15:00: Meditación caminando o relajación.
- 17:30: Meditación de servicio (trabajo).
- 18:30: Cena opcional.
- 20:00: Estudio personal.
- 21:00: Meditación sentada.
- 22:00: Noble silencio.
- 22:30: Se apagan las luces.

A lo largo del día, los visitantes y miembros de Plum Village escuchan el sonido de un gong que resuena en la aldea superior. Cuando esto sucede, se espera que todos los miembros dejen de hacer lo que estén haciendo y hagan una pausa para un momento de silencio consciente.